# Rieni (gmina)
Rieni – gmina w Rumunii, w okręgu Bihor. Obejmuje miejscowości Cucuceni, Ghighișeni, Petrileni, Rieni, Sudrigiu i Valea de Jos. W 2011 roku liczyła 3050 mieszkańców.